# Arif Demolli

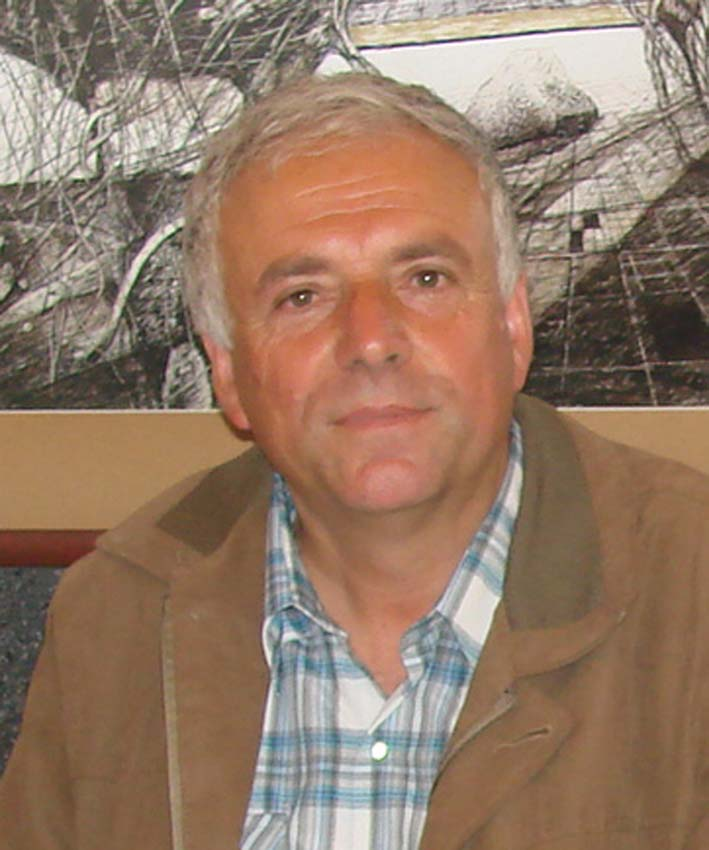
Arif Demolli, 2007

Arif Demolli (Aussprache: [aˌɾif dɛˈmoɫi]; * 2. Mai 1949 in Murizaj, SFR Jugoslawien, heute Kosovo; † 6. März 2017 in Pristina) war ein kosovo-albanischer Schriftsteller und Journalist. Er gehörte zu den bekanntesten modernen kosovarischen Autoren. Im deutschsprachigen Raum war er vor allem durch die Übersetzung seines Romans „Es war ein Dorf in Kosova: Die Lebenden und die Toten meiner Kindheit“ (Original: Të gjallët dhe të vdekurit e një fëmijërie) bekannt.

## Biographie
Arif Demolli wurde am 2. Mai 1949 im abgelegenen Dorf Murrizaj (serbisch-kyrillisch Glogovica) im Osten des Kosovo unweit der Grenze nach Serbien geboren. Die Ortschaft ist heute verlassen. Er wuchs dort in einer verarmten Bauernfamilie auf und besuchte die Grundschule. Er besuchte das Gymnasium (Shkolla e mesme) in der kosovarischen Hauptstadt Pristina und studierte danach albanische Sprache und Literatur an der Philosophischen Fakultät der Universität Prishtina. Nach dem Studium arbeitete er bei der albanischsprachigen Zeitung Bota e re und der Zeitschrift Fjala. 1981 wurde er im Zusammenhang mit den damaligen Studentenprotesten gegen die jugoslawische Regierung verhaftet und verbrachte zwei Jahre in Haft. Nach seiner Entlassung wurde ein völliges Arbeitsverbot über ihn verhängt und er verlor seine bürgerlichen Rechte. Ab 1990 nahm er die Arbeit bei Fjala wieder auf und arbeitete anschließend für die Kinderzeitschrift Pionieri. Bei beiden Zeitschriften war er zeitweise auch Chefredakteur. Im unabhängigen Kosovo arbeitete er im Bildungsministerium in der Abteilung für Lehrmittel. Er lebte in Pristina, wo er 2017 im Alter von 68 Jahren verstarb.

## Werk
Für seinen Roman Të gjallët dhe të vdekurit e një fëmijërie wurde ihm 1993 vom kosovarischen Schriftstellerverband (Shoqatës së Shkrimtarëve të Kosovës) der Pjetër Bogdani-Preis verliehen. Für das Kinderbuch Pse gjirafa ka qafë të gjatë (‚Warum die Giraffe einen langen Hals hat‘) erhielt er im Jahr 2004 den kosovarischen Kinder- und Jugendbuchliteraturpreis Vehbi Kikaj.
Auf Deutsch ist bis jetzt nur im Jahr 2011 die Übersetzung seiner Kindheitserinnerungen Të gjallët dhe të vdekurit e një fëmijërie als „Es war ein Dorf in Kosova: Die Lebenden und die Toten meiner Kindheit“ im Waldgut Verlag erschienen. Übersetzer ist Basil Schader. In diesem Roman beschreibt Demolli auf humorvolle Weise seine Kindheit als Sohn einer armen Bauernfamilie im Dorf Murrizaj.
- Ballkonet e një qyteze 1979. Rilindja, Pristina.
- Lushi si askushi 1980.
- Pëllumbat e kujtimeve 1985. Shtëpia Botuese "Naim Frashëri", Tirana.
- Fjalim para tokave të vjetra 1990. Forumi i krijuesve të artit.
- Njeriu i blertë 1990. Rilindja, Pristina.
- Ante portas 1990. Rilindja, Pristina.
- Vdekja e Akanit 1990 (zweite Auflage 2002). Shtëpia Botuese Faik Konica, Pristina. ISBN 995-1-06154-0.
- Si mbetën gjallë Shqiptarët 1991. Zëri.
- Të gjallët dhe të vdekurit e një fëmijërie 1993. Rilindja, Priština. Zweite Ausgabe 2002 bei Faik Konica, Pristina.
- Shkullësit e përjetshëm 1997. Dukagjini, Peja.
- Lushi në kopshtin e magjepsur 2002.
- Druri ku duan të jetojnë të gjithë 2003. Rozafa, Priština. ISBN 9951-02-035-6.
- Pse gjirafa ka qafë të gjatë 2003. Rozafa, Priština.
- Es war ein Dorf in Kosova – Die Lebenden und die Toten meiner Kindheit 2011 (‚Të gjallët dhe të vdekurit e një fëmijërie‘). Deutsche Erstübersetzung aus dem Albanischen von Basil Schader. Waldgut Verlag, Frauenfeld. ISBN 978-3-03740-262-7

### Schulbücher
- Leximi 1-Leximi i klasës së parë
- Leximi 2-Leximi i klasës së dytë
- Leximi 3-Leximi i klasës së tretë

### Theaterstücke
- Sytë e gjyshes 2000.
- Ora e fundit

### Übersetzungen
- Vala e madhe 1979. Übersetzung von The Big Wave von Pearl S. Buck. Rilindja, Priština.